# 최영훈 (1993년)
최영훈(崔榮熏, 1993년 5월 29일~)은 대한민국의 축구 선수이며 포지션은 미드필더이다. 현재 대한민국 K3리그 대전 코레일 FC에서 활약하고 있다.